# Tafel des Sonnensystems

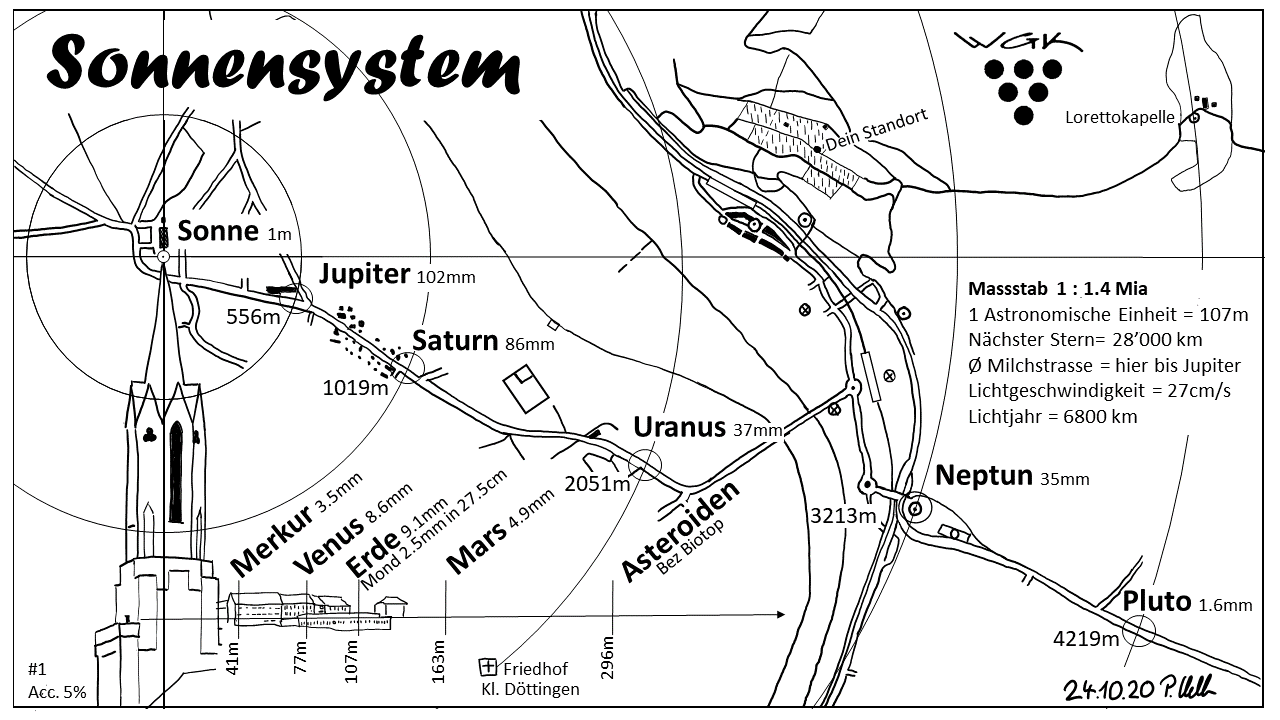
Tafel mit Abbild des Sonnensystems als Planetenweg auf einer Karte von Klingnau und Leuggern

Die Tafel des Sonnensystems von Klingnau im schweizerischen Kanton Aargau ist eine Rarität unter den Planetenwegen. Bei herkömmlichen Planetenwegen wandert man ausgehend von der Sonne im Zentrum die Planeten ab, um unterwegs ein Gefühl für die Grössenverhältnisse zu erlangen. Im Unterschied dazu erlaubt die Klingnauer Variante die Betrachtung von Sonne und Planeten aus einer Satellitenperspektive vom äußeren Rand des Sonnensystems.
Die Planetentafel wurde von Patrik Keller konzipiert und am 16. Januar 2021 von der Weinbaugenossenschaft Klingnau bei ihrem Pumpenhaus im Rebberg montiert. Von diesem Ort aus betrachtet sind Kirche und altes Kloster in der Größe von 2 Winkelgraden sichtbar. Die Tafel ist bislang die einzige ihrer Art, zumindest in der Schweiz.

## Konzept
Die auf der Kartenskizze markierten Planetenpositionen erlauben das Entdecken der Grössenverhältnisse als Gesamtbild in der Landschaft. Der verwendete Massstab ist wie bei vielen Planetenwegen üblich 1:1,4 Milliarden (siehe Sonnensystem). Als markanter Ausgangspunkt wurde für die Sonne die Kirchenspitze der St.-Peter-und-Paul-Kirche in Leuggern gewählt. Die inneren Planeten erkennt man daneben auf die Gebäude des ehemaligen Klosters und heutigen Regionalspitals verteilt.
Anhand der Kartenskizze ist es einfach möglich, den Planetenweg abzuschreiten. Zurzeit sind die Planeten unterwegs noch nicht markiert. Das Verblüffende an der Klingnauer Planetentafel sind die vielen Übereinstimmungen der Planetenpositionen mit markanten Ortspunkten der Region. Neben den Planeten sind auf der Tafel alle markanten Objekte in der Aussicht wie Kamine, Kirchtürme, Stausee und Gebäude eingezeichnet.

## Tabelle
| #   | Gestirn    | Ortspunkte                                                  |
| --- | ---------- | ----------------------------------------------------------- |
| -   | Sonne      | Kirchturmspitze St.-Peter-und-Paul-Kirche Leuggern          |
| 1   | Merkur     | Linke Flanke Spital Leuggern                                |
| 2   | Venus      | Mitte Spital Leuggern                                       |
| 3   | Erde       | Rechte Flanke Spital Leuggern                               |
| 4   | Mars       | zwischen Spital und Friedhof                                |
| -   | Asteroiden | Beim Biotop der Bezirksschule Leuggern                      |
| 5   | Jupiter    | Kreuzung vor Leuggern bei der Sagerei Schwere               |
| 6   | Saturn     | Bushaltestelle Burlen                                       |
| 7   | Uranus     | Friedhof Kleindöttingen oder Bushaltestelle Schwächeler     |
| 8   | Neptun     | Katholische Kirche Döttingen                                |
| (9) | Pluto      | Lorettokapelle Achenberg Klingnau oder Ortsschild Döttingen |